# Claude-Louis Châtelet

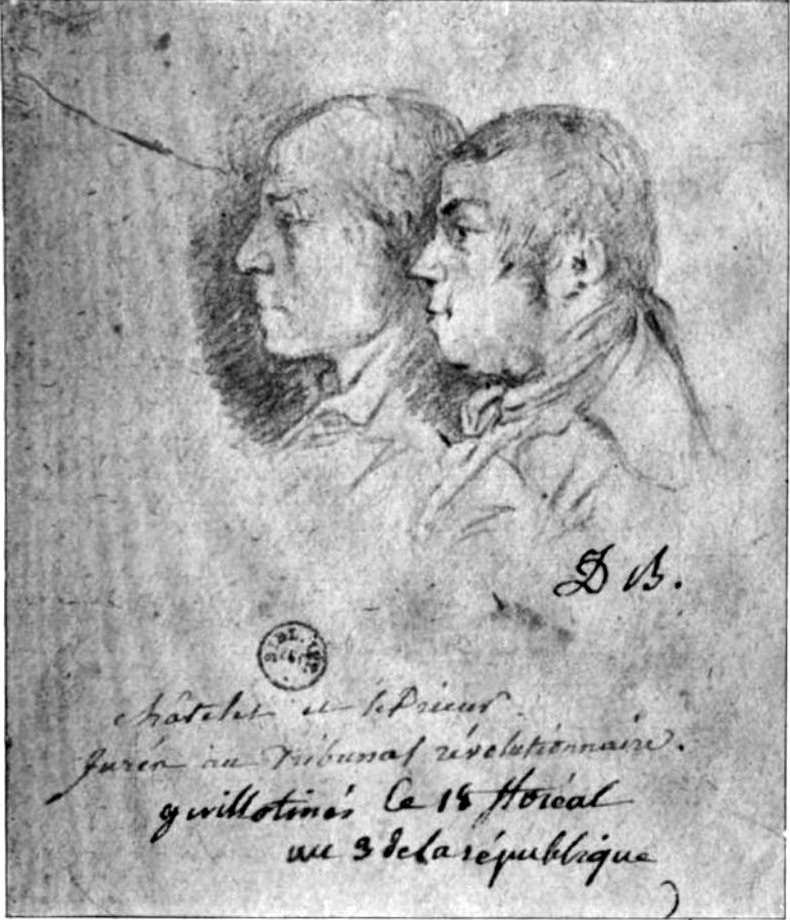
Claude-Louis Châtelet und Jean-Louis Prieur, gezeichnet von Jean Duplessis-Bertaux

Claude-Louis Châtelet (* 1753 in Paris; † 7. Mai 1795 ebenda) war ein französischer Maler und Zeichner.
Claude-Louis Châtelet gilt als hervorragender Landschaftsmaler. Er arbeitete zusammen mit Jean-Honoré Fragonard und Hubert Robert an der Publikation Voyage pittoresque de Neaples et de Sicile. Viele Kupferstecher der damaligen Zeit nutzten seine Zeichnungen als Vorbild.
Châtelet wurde 1795 während der Französischen Revolution enthauptet.

## Werke (Auswahl)

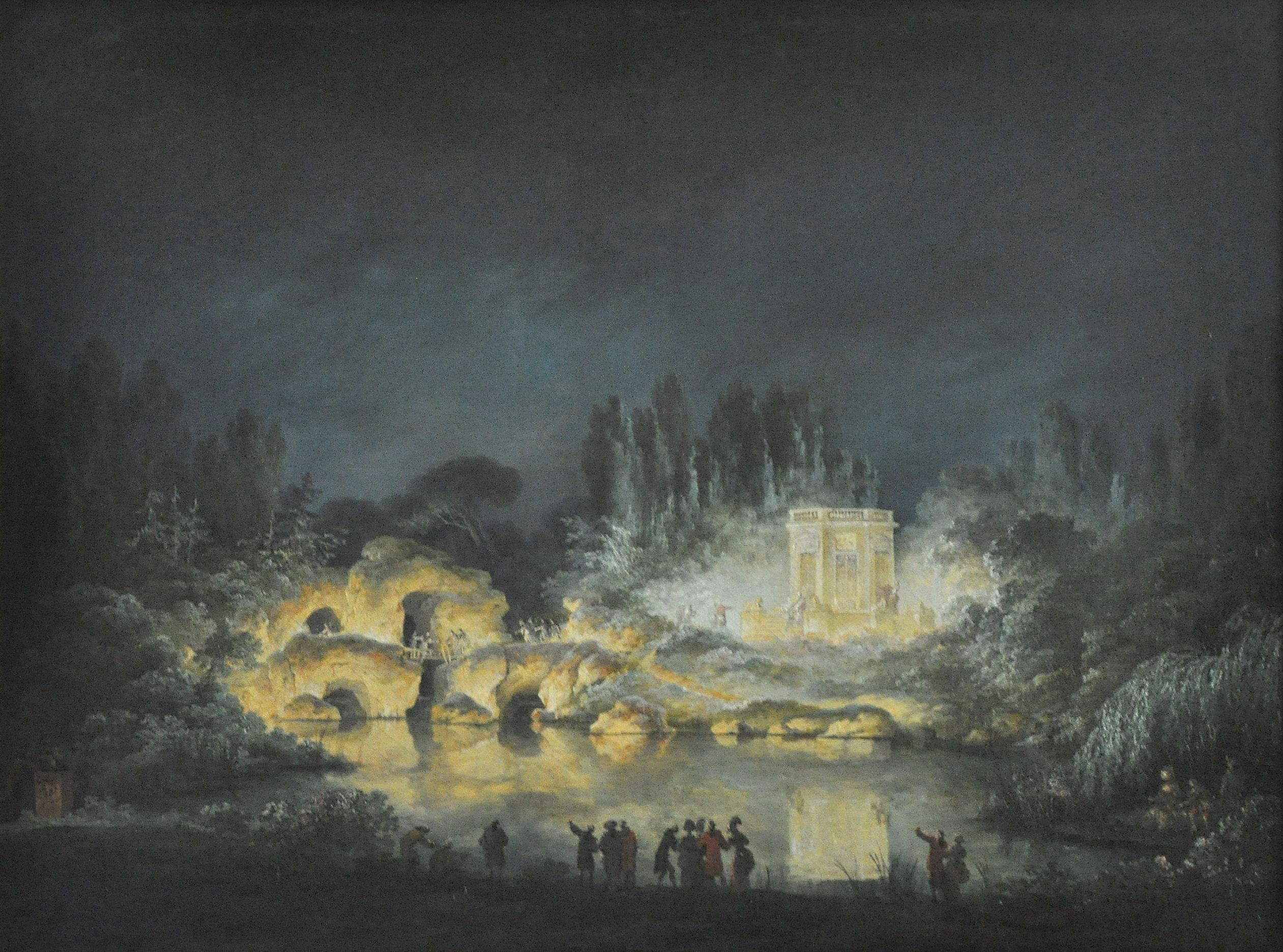
Beleuchtung des Belvedere-Pavillons, 1781, Schloss Versailles
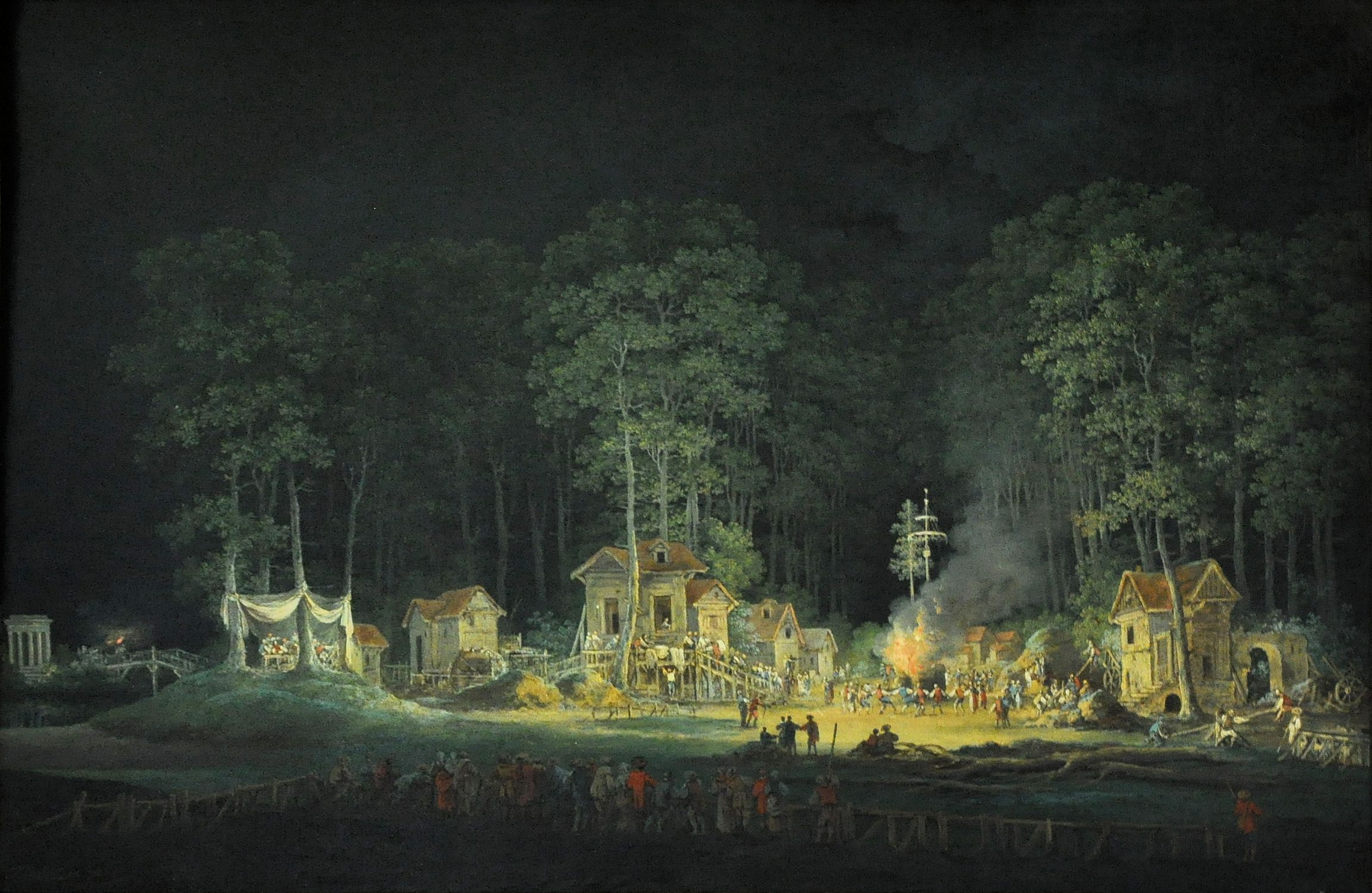
Darstellung eines Nachtfestes in den Gärten des Petit Trianon, 1781, Schloss Versailles
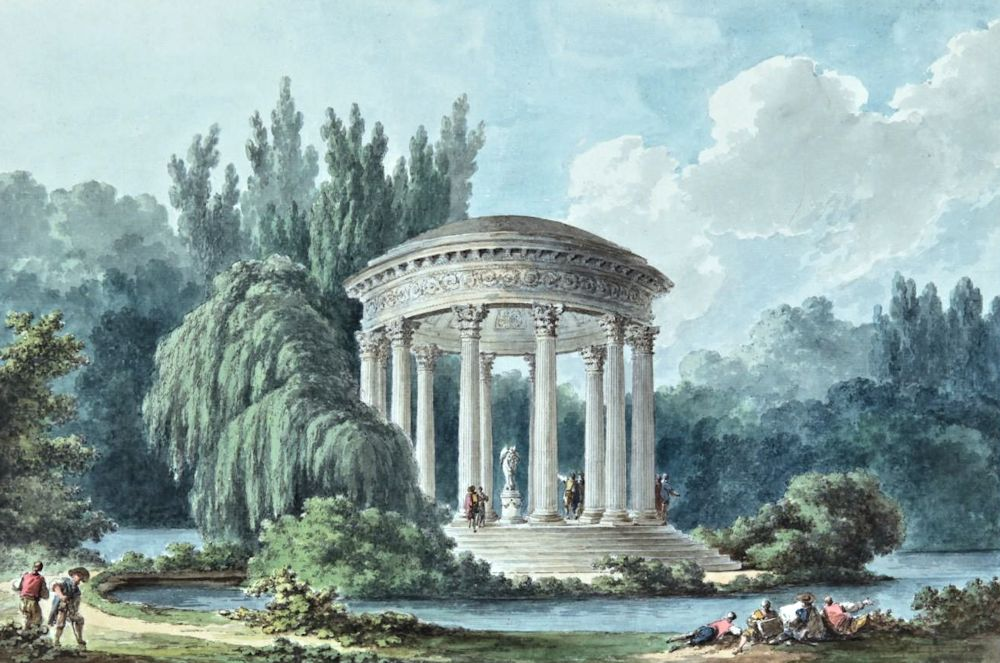
Ansicht des Tempels der Liebe, 1786, Biblioteca Estense, Modena
Plan des Petit Trianon und des umliegenden Parks, zwischen 1770 und 1795